# Pierre Frégeac
Pierre Frégeac est un journaliste et écrivain français.
Ancien professeur coopérant en Côte d'Ivoire, il est également responsable du Fonds d'action Saint-Viateur qui gère des écoles confessionnelles, notamment en Afrique.

## Livres
- Carnaval sous les manguiers, éditions Hagège, 1998.